# Ким Тхэри
Ким Тхэри (кор. 김태리; род. 24 апреля 1990, Сеул, Республика Корея) — южнокорейская актриса. Получила признание благодаря главным ролям в фильмах «Служанка» (2016), «Маленький лес» (2018), «Космические чистильщики» (2021) и телесериалах «Мистер Саншайн» (2018) и «Двадцать пять, двадцать один» (2022). Лауреатка Азиатской кинопремии, престижной корейской кинопремии «Голубой дракон», троекратная лауреатка престижной премии «Пэксан», номинантка на премию «Большой колокол».

## Ранние годы
Ким Тхэри родилась 24 апреля 1990 года в Сеуле. В детстве воспитывалась бабушкой, есть старший брат. Окончила старшую школу для девочек Ёнсин и факультет журналистики и коммуникаций университета Кёнхи, в котором училась с 2008 по 2012 год. Ким решила стать актрисой на втором курсе, после того как вступила в театральный кружок.

## Карьера

### 2010–2015: Начало карьеры
После окончания колледжа Ким в течение года работал в технической команде театральной труппы «Iru» в районе Тэханно. Позже Ким была приглашена на роль дублерши Кан Э Сим в постановке «Ложкообразный Стейнберг» в 2012 году, но не смогла выступить на сцене. Впоследствии она сыграла в пьесах «Панси» и «Проси любви», а в 2013 году получила двойную роль в повторном показе постановки «Ложкообразный Стейнберг». В том же году она снялась в короткометражном фильме «Мун Ён», который дебютировал на Сеульском фестивале независимого кино в 2015 году.; Версия для кинотеатров была выпущена в 2017 году. В 2014 году Ким присоединилась к компании J-Wide и снялась в ряде телевизионных рекламных роликов. В этот период она снялась в нескольких короткометражных фильмах и посетила множество прослушиваний на роли в кино, но столкнулась с многочисленными отказами.

### С 2016–наст. время: Рост популярности

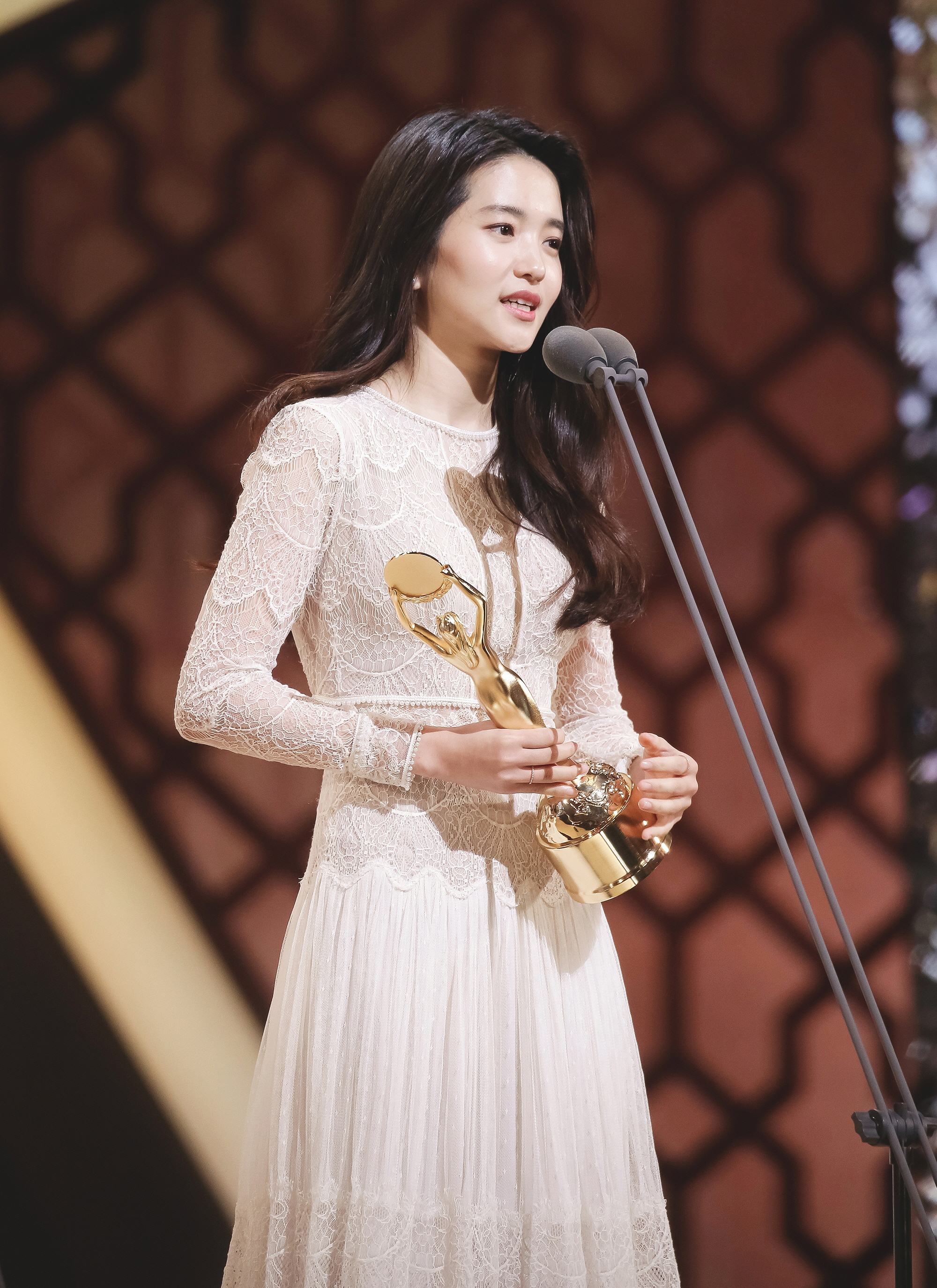
Ким Тхэри получила премию «Голубой дракон» в категории «Лучшая новая актриса»

В 2016 году Ким Тхэри дебютировала на больших экранах с главной ролью в фильме Пак Чханука «Служанка». Она была выбрана из 1500 кандидатов, принявших участие в кастинге. Во время её прослушивания режиссёр ощутил то же, что и после первой его встречи с актрисой Кан Хеджон, которая снялась у него в «Олдбое». Ким стала «Лучшей новой актрисой» на престижных южнокорейских кинопремиях: Голубой дракон, Director’s Cut Awards, Buil Film Awards и премия кинокритиков Пусана.
Через год сыграла одну из главных ролей в фильме «1987». Эта роль принесла её номинацию на премии «Большой колокол» в категории «Лучшая женской роль».
В 2018 году снялась в фильме «Маленький лес», корейской адаптации одноименной манги вместе с Рю Джун Ёлем и Чжин Ки Джу. За эту роль она получила премию Director's Cut Award и была номинирована на кинопремию «Голубой дракон», «Пэксан» и Buil Film Award, все за лучшую женскую роль. В том же году дебютировала на малых экранах в телесериале «Мистер Саншайн», сценариста Ким Ын Сук, который стал одним из самых высокорейтинговых сериалов на кабельном телевидении, а Ким Тхэри получила номинацию на премию «Пэксан» в категории «Лучшая женская роль – телевидение». В 2019 году Ким Тхэри была включена в список Forbes 30 Under 30 в категории «Развлечения и спорт».

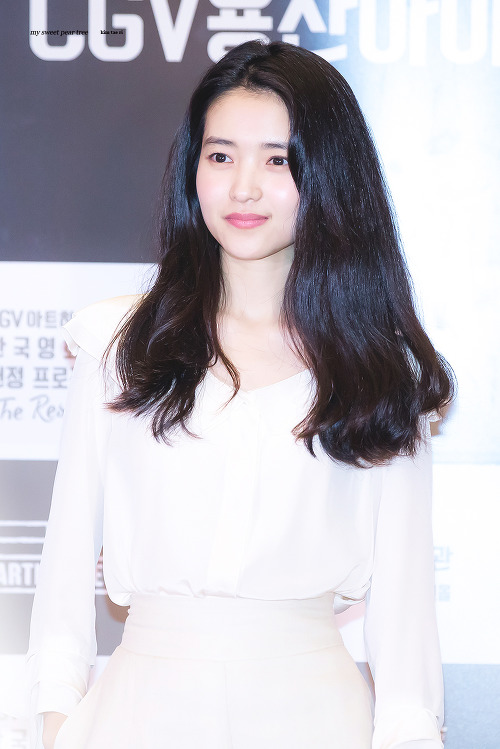
Ким в 2017 году

В 2021 году получила главную роль в фильме «Космические чистильщики» вместе с Сон Джунги. Первоначально премьера фильма была запланирована на июль 2020 года, но была отменена из-за пандемии COVID-19. Фильм был выпущен на Netflix в феврале 2021 года. Фильм дебютировал на первой строчке на Netflix по меньшей мере в 16 странах и собрал более 26 миллионов зрителей за первые 28 дней после выхода в прокат. В августе 2021 года Ким перешла в компанию «MMM» после того, как истек срок ее контракта с компанией J-Wide.
В 2022 году Ким снялась в телевизионной дораме о взрослении канала tvN «Двадцать пять, двадцать один», а Нам Джухёк вернулся на малый экран впервые за четыре года, начиная с 2018 года. Сериал имел коммерческий успех и стал одной из самых рейтинговых драм в истории корейского кабельного телевидения. За роль На Хи До в дораме она получила премию на 58-й церемонии вручения премии «Пэксан» в категориях «Лучшая женская роль – телевидение» и «Самая популярная актриса».
В том же году она снялась в научно-фантастическом криминальном фильме Чхве Дон Хуна «Пришельцы». Чтобы подготовиться к роли Ли Ан, Ким посещала боевую школу и изучала боевые искусства, стрельбу и гимнастику.
В ноябре 2023 года было объявлено, что Ким снимется в исторической музыкальной дораме телеканала tvN «Чон Нён» в главной роли – Чон Нён. Дорама вышла 12 октября 2024 года.

## Продвижение

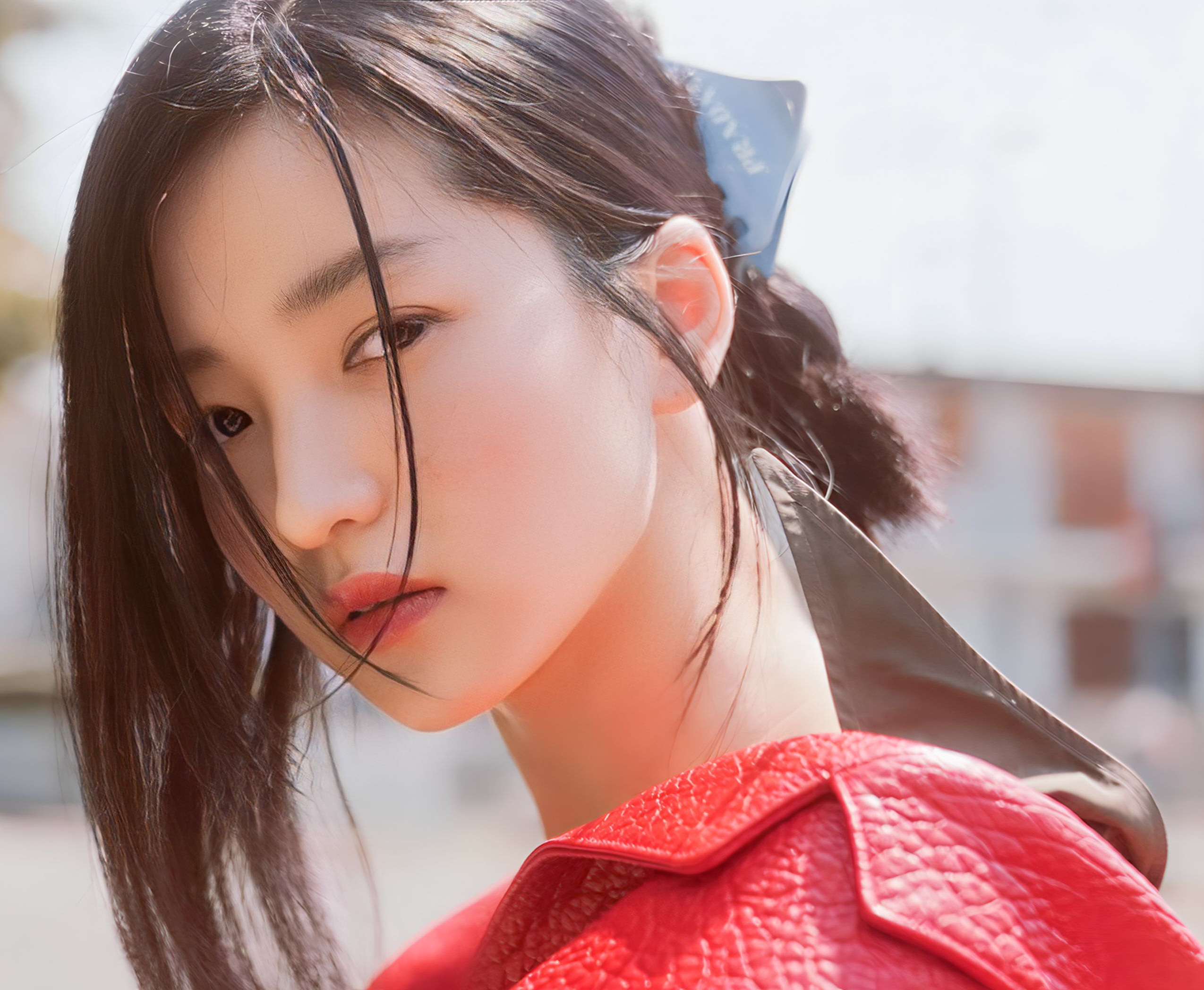
Ким продвигает фильм совместно с Prada в 2023 году

С 2017 года Ким была выбрана в качестве посла южнокорейского косметического бренда высокого класса O Hui. С 2018 года она стала лицом фирменного аромата Kenzo «Flower By Kenzo». Она была выбрана корейским послом американского ювелирного дома класса люкс Tiffany & Co., принадлежащего Франции, в период с 2018 по 2021 год. В сентябре 2021 года она представила себя в качестве посла бренда в видеоролике о показе коллекции Prada Весна-лето 2022 в прямом эфире. 25 января 2022 года бренд женской моды Itmichaa объявил о ее выборе в качестве своей новой музы.

## Фильмография

### Фильмы
| Год  |     | Русское название        | Оригинальное название | Роль            |
| ---- | --- | ----------------------- | --------------------- | --------------- |
| 2010 | кор | Гражданин зомби         | 시민좀비              |                 |
| 2015 | кор | На что смотришь?        | 뭐보노?               | старшеклассница |
| 2015 | кор | Кто Там?                | 누구인가              |                 |
| 2016 | ф   | Служанка                | 아가씨                | Сукхи           |
| 2017 | кор | Мун Ён                  | 문영                  | Мунён           |
| 2017 | ф   | 1987                    | 아가씨                | Ёнхи            |
| 2018 | ф   | Маленький лес           | 리틀 포레스트         | Сон Хевон       |
| 2021 | ф   | Космические чистильщики | 승리호                | Капитан Чан     |
| 2022 | ф   | Пришельцы               | Alienoid              | Ли Ан           |

### Телесериалы
| Год  | Название                     | Оригинальное название | Роль        |
| ---- | ---------------------------- | --------------------- | ----------- |
| 2016 | Антураж                      | 안투라지              | Играла себя |
| 2018 | Мистер Саншайн               | 작은 아씨들           | Ко Эсин     |
| 2022 | Двадцать пять, двадцать один | 스물다섯 스물하나     | На Хидо     |
| 2023 | Демон                        | 악귀                  | Ку Санён    |
| 2024 | Чон Нён                      | 정년이                | Чон Нён     |

## Дискография

### Синглы
| Название                                                  | Год  | Наивысшая позиция в чарте | Наивысшая позиция в чарте | Альбом                           | Ист.          |
| Название                                                  | Год  | KOR Gaon                  | KOR Hot                   | Альбом                           | Ист.          |
| --------------------------------------------------------- | ---- | ------------------------- | ------------------------- | -------------------------------- | ------------- |
| «Segimalui Norae»                                         | 2016 | —                         | —                         | Служанка OST                     | [ 46 ]        |
| «Hidden Road by Lee Hanyeol» (с Кан Донвоном)             | 2018 | —                         | —                         | 1987 OST                         | [ 47 ] [ 48 ] |
| «Hidden Road by Yeonheui» (с Кан Донвоном)                | 2018 | —                         | —                         | 1987 OST                         | [ 49 ]        |
| «With» (с Нам Джухёком, Бона, Чхве Хён Уком и Ли Чжу Мен) | 2022 | 40                        | 54                        | Двадцать пять, двадцать один OST | [ 50 ]        |
| "—" обозначает запись, которая не попала в чарт.          |      |                           |                           |                                  |               |

## Награды и номинации
| Награда                         | Год  | Категория                                                  | Работа                       | Результат | Ист.   |
| ------------------------------- | ---- | ---------------------------------------------------------- | ---------------------------- | --------- | ------ |
| Азиатская кинопремия            | 2017 | Лучший новичок                                             | Служанка                     | Победа    | [ 51 ] |
| Кинопремия «Голубой дракон»     | 2016 | Лучшая новая актриса                                       | Служанка                     | Победа    | [ 52 ] |
| Кинопремия «Голубой дракон»     | 2018 | Лучшая женская роль                                        | Маленький лес                | Номинация | [ 21 ] |
| Кинопремия «Большой колокол»    | 2018 | Лучшая женская роль                                        | 1987                         | Номинация | [ 53 ] |
| Премия «Пэксан»                 | 2017 | Лучшая новая актриса – кино                                | Служанка                     | Номинация |        |
| Премия «Пэксан»                 | 2018 | Лучшая женская роль – кино                                 | Маленький лес                | Номинация |        |
| Премия «Пэксан»                 | 2019 | Лучшая женская роль – телевидение                          | Мистер Саншайн               | Номинация |        |
| Премия «Пэксан»                 | 2022 | Лучшая женская роль – телевидение                          | Двадцать пять, двадцать один | Победа    | [ 54 ] |
| Премия «Пэксан»                 | 2022 | Самая популярная актриса                                   | Двадцать пять, двадцать один | Победа    | [ 54 ] |
| Премия «Пэксан»                 | 2025 | Лучшая женская роль – телевидение                          | Чонён: Рождение звезды       | Победа    |        |
| Премия «Asia Artis Awards»      | 2017 | Лучший артист эстрады                                      | Ким Тхэри                    | Победа    | [ 55 ] |
| Премия «APAN Star Awards»       | 2018 | Лучшая новая актриса                                       | Мистер Саншайн               | Победа    | [ 56 ] |
| Премия «APAN Star Awards»       | 2022 | Награда за «Выдающиеся достижения», актриса в мини-сериале | Двадцать пять, двадцать один | Номинация | [ 57 ] |
| Премия «APAN Star Awards»       | 2022 | Награда «Популярная звезда», актриса                       | Двадцать пять, двадцать один | Номинация | [ 58 ] |
| Премия «Korea Drama Awards»     | 2018 | Лучшая новая актриса                                       | Мистер Саншайн               | Номинация | [ 59 ] |
| Премия «Korea Drama Awards»     | 2022 | Гранд-при (Дэсан)                                          | Двадцать пять, двадцать один | Номинация | [ 60 ] |
| Премия «Buil Film Awards»       | 2016 | Лучшая новая актриса                                       | Служанка                     | Победа    | [ 61 ] |
| Премия «Buil Film Awards»       | 2018 | Лучшая женская роль                                        | Маленький лес                | Номинация | [ 62 ] |
| Премия «Buil Film Awards»       | 2022 | «Популярная звезда» (женская категория)                    | Пришельцы                    | Номинация | [ 63 ] |
| Премия кинокритиков Пусана      | 2016 | Лучшая новая актриса                                       | Служанка                     | Победа    | [ 64 ] |
| Премия «Chunsa Film Art Awards» | 2017 | Лучшая новая актриса                                       | Служанка                     | Номинация |        |
| Премия «Chunsa Film Art Awards» | 2018 | Лучшая женская роль                                        | 1987                         | Номинация | [ 65 ] |
| Премия «Chunsa Film Art Awards» | 2019 | Лучшая женская роль                                        | Маленький лес                | Номинация | [ 66 ] |